# Ceri Richards
Ceri Richards (6. června 1903 – 9. listopadu 1971) byl velšský malíř.

## Život
Narodil se ve vesnici Dunvant nedaleko Swansea. Žil společně se svými rodiči, otcem Thomasem Coslettem Richardsem a matkou Sarah Richards, mladším bratrem Owenem a sestrou Esther. Všechny tři děti se věnovaly hře na klavír. Po dokončení střední školy docházel na Swansea College. V roce 1924 nastoupil na londýnskou univerzitu Royal College of Art. Velkou část svého pozdějšího života prožil právě v Londýně. Během druhé světové války se věnoval pedagogické činnosti na Cardiff School of Art. Od roku 1929 byla jeho manželkou anglická výtvarnice Frances Richards, se kterou měl dvě dcery: Rachel (* 1932) a Rhiannon (* 1945). Zemřel v Londýně ve věku 68 let.